# Орловский, Сергей Николаевич
Сергей Николаевич Орловский (1891—1935) — секретарь Реввоенсовета 1-й Конной армии, затем Главный военный прокурор РККА.

## Биография
Внук священника. Родился 18 марта 1891 года[по какому календарю?] в Рославле в семье потомственного почётного гражданина Николая Онисимовича Орловского, служащего Рославльской конторы начальника тяги Орловско-Витебской железной дороги. Воспитанник Рославльской гимназии, в которой учился с 1899 по 1910 гг. В 1914 году, окончив юридический факультет Московского университета с дипломом 2-й степени, определён кандидатом на судебные должности при Череповецком окружном суде. В декабре того же года мобилизован в армию, направлен на румынский фронт [уточнить]. В окопах вел активную революционную работу среди солдат.
Бывший офицер, в 1918 вступил в РКП(б) и добровольцем поступил в Красную Армию. Секретарь РВС 1-й Конной армии (при председателе РВС К. Е. Ворошилове); подготовил текст первого приказа об образовании Конармии (9.12.1919). Принимал участие в боях и в 1920 был награждён первым орденом Красного Знамени. Второй орден получил в 1930 «в ознаменование десятилетия 1-й Конной армии» (приказ РВС СССР от 22 февраля 1930 года № 153). Во время гражданской войны часто выступал перед населением с докладами на темы о государстве, социалистическом строительстве.
В 1924—1925 годах — прокурор Ростовской области. С 1925 по 1930 годы — прокурор Московского военного округа; с 1930 по 1935 годы возглавлял военную прокуратуру СССР. Будучи одним (едва ли не единственным) из немногих военных юристов с дореволюционным университетским образованием, Орловский на новом посту пытался противостоять произволу, воцарившемуся в военно-прокурорском и военно-судебном ведомствах. В 1934 году он совершил инспекционную командировку в Среднюю Азию, где особые отделы ОГПУ развернули особенно широкую кампанию по борьбе с антисоветскими элементами. Орловский докладывал наркому обороны К. Е. Ворошилову: «Люди брались под арест прямо-таки полками… Нельзя так работать — когда сначала арестовывают, а затем разбираются, кто из них действительно преступник…». По результатам проверки Главный военный прокурор СССР представил руководству страны обстоятельную докладную.
Вскоре после убийства Кирова Наркоматом обороны СССР был отправлен на лечение в Берлин, где по неизвестной причине 31 марта 1935 года скоропостижно скончался в возрасте 44 лет. Прах возвращён на родину поездом и захоронен в колумбарии на Новодевичьем кладбище. Именем С. Н. Орловского названа одна из улиц Рославля.

## Сочинения
- Советское военно-уголовное право. Общая часть. Учение о материальном и процессуальном военно-уголовном праве / В соавторстве с Малкисом В. — М.; Л.: Госиздат, 1928. — 219 с.
- Революционная законность в период военного коммунизма и нэпа // Вестник Верховного Суда СССР и Прокуратуры Верхсуда СССР. — 1927. — № 2.
- Великий год: Дневник конноармейца. — М.; Л.: Госиздат. Отд. воен. лит., 1930.
- Десять лет I Отдельной особой кавалерийской бригады им. тов. Сталина. 1920—1930 гг. — М., б.г.
- Солдат революціи Олександер Пархоменко. — Харків: Пролетарий, 1930.
- Заметки о политработе в Конной армии. Женщина в Конной армии // Первая Конная в изображении её бойцов и командиров. — М.; Л.: Госиздат, 1930. — С. 184—195
- Климент Ефремович Ворошилов. — [М.]: Крест. газ., 1931.
- Рабочий вождь Красной Армии К. Е. Ворошилов. — М.: Партиздат, 1932
- Ленинский путь Красной Армии // Советское государство. — 1934. — № 1. — С. 100—107.